# Santa Rosa de Lima (Santa Catarina)
Pour les articles homonymes, voir Santa Rosa de Lima.
Santa Rosa de Lima est une ville brésilienne du sud de l'État de Santa Catarina.

## Généralités
La ville se situe dans la Serra Geral.
Le développement de l'agriculture biologique dans la région valut à la municipalité le titre de « capitale de l'agro-écologie ».
Santa Rosa de Lima est idéale pour les personnes recherchant à la fois aventure et repos. On peut y prendre des bains dans des eaux thermales, pratiquer la randonnée en pleine nature, le rafting sur le rio Braço do Norte et se reposer dans de petites auberges familiales.
Tous les deux ans (les années paires), au mois de mai, Santa Rosa de Lima accueille la Gemüse Fest.

## Géographie
Santa Rosa de Lima se situe à une latitude 28° 02′ 21″ sud et à une longitude de 49° 07′ 40″ ouest, à une altitude de 240 mètres.
Sa population était de 2 065 habitants au recensement de 2010. La municipalité s'étend sur 203 km2.
Elle fait partie de la microrégion de Tubarão, dans la mésorégion Sud de Santa Catarina.

## Villes voisines
Santa Rosa de Lima est voisine des municipalités (municípios) suivantes :
- Anitápolis
- São Bonifácio
- São Martinho
- Rio Fortuna
- Urubici